# TSPO2
TSPO2 (англ. Translocator protein 2) – білок, який кодується однойменним геном, розташованим у людей на 6-й хромосомі. Довжина поліпептидного ланцюга білка становить 170 амінокислот, а молекулярна маса — 19 129.
| 10         |  | 20         |  | 30         |  | 40         |  | 50         |
| ---------- |  | ---------- |  | ---------- |  | ---------- |  | ---------- |
| MRLQGAIFVL |  | LPHLGPILVW |  | LFTRDHMSGW |  | CEGPRMLSWC |  | PFYKVLLLVQ |
| TAIYSVVGYA |  | SYLVWKDLGG |  | GLGWPLALPL |  | GLYAVQLTIS |  | WTVLVLFFTV |
| HNPGLALLHL |  | LLLYGLVVST |  | ALIWHPINKL |  | AALLLLPYLA |  | WLTVTSALTY |
| HLWRDSLCPV |  | HQPQPTEKSD |  |            |  |            |  |            |

A: Аланін

C: Цистеїн

D: Аспарагінова кислота

E: Глутамінова кислота

F: Фенілаланін

G: Гліцин

H: Гістидин

I: Ізолейцин

K: Лізин

L: Лейцин

M: Метіонін

N: Аспарагін

P: Пролін

Q: Глутамін

R: Аргінін

S: Серин

T: Треонін

V: Валін

W: Триптофан

Кодований геном білок за функцією належить до рецепторів. 
Задіяний у таких біологічних процесах, як транспорт, альтернативний сплайсинг. 
Локалізований у мембрані, ендоплазматичному ретикулумі.